# Dự án Blue Book

Trang bìa của Dự án Blue Book.

Dự án Blue Book (Sách Xanh hay Quyển sách màu Xanh da trời) là một trong hàng loạt nghiên cứu có hệ thống về vật thể bay không xác định (UFO) do Không quân Mỹ (USAF) thực hiện. Nó bắt đầu vào năm 1952, đây là nghiên cứu thứ ba thuộc loại này, sau các dự án Sign (1947) và Grudge (1949). Một lệnh chấm dứt về việc nghiên cứu được ban hành vào tháng 12 năm 1969 và tất cả các hoạt động dưới sự bảo trợ của nó chính thức chấm dứt vào tháng 1 năm 1970. Dự án Blue Book có mục đích nhằm xác định xem UFO có phải là mối đe dọa đối với an ninh quốc gia hay không và phân tích một cách khoa học dữ liệu liên quan đến UFO.
Hàng ngàn báo cáo UFO được thu thập, phân tích và sắp xếp. Theo kết quả của Báo cáo Condon (1968), kết luận không có gì bất thường về UFO, và đánh giá báo cáo của Viện Hàn lâm Khoa học Quốc gia, Dự án Blue Book đã chấm dứt vào tháng 12 năm 1969. Không quân cung cấp bản tóm tắt sau đây về quá trình điều tra của dự án này: "Không có UFO nào được Không quân báo cáo, điều tra và thẩm định từng là một dấu hiệu đe dọa đến an ninh quốc gia của chúng ta. Không có bằng chứng nào được Không quân đệ trình hoặc phát hiện ra rằng các trường hợp nhìn thấy được phân loại là "không xác định" đại diện cho các phát triển công nghệ hoặc nguyên tắc vượt ra ngoài phạm vi kiến thức khoa học hiện đại; và chẳng có bằng chứng nào chỉ ra rằng những vụ chứng kiến này được phân loại "không xác định" đều là phương tiện ngoài hành tinh."
Vào thời điểm Dự án Blue Book kết thúc, nó đã thu thập được 12.618 báo cáo về UFO và kết luận rằng hầu hết đều nhầm lẫn các hiện tượng tự nhiên (mây, sao, v.v.) hoặc máy bay thông thường. Theo Cục Trinh sát Quốc gia một số báo cáo có thể được giải thích bằng các chuyến bay của những loại máy bay trinh sát bí mật trước đây là U-2 và A-12. Một tỷ lệ nhỏ các báo cáo về UFO được phân loại là không giải thích được, ngay cả sau khi phân tích nghiêm ngặt. Các báo cáo về UFO đã được lưu trữ và có sẵn theo Đạo luật Tự do Thông tin, nhưng tên tuổi và thông tin cá nhân khác của tất cả các nhân chứng đều bị bôi đen.

## Những dự án trước đây
Các nghiên cứu về UFO của Không quân Mỹ lần đầu tiên được thực hiện theo Dự án Sign vào cuối năm 1947, sau nhiều báo cáo về UFO được công bố rộng rãi (xem Kenneth Arnold). Dự án Sign được khởi xướng cụ thể theo yêu cầu của Tướng Nathan Twining, chỉ huy trưởng Bộ Tư lệnh Vật liệu Không quân Mỹ tại Căn cứ Không quân Wright-Patterson. Wright-Patterson cũng là trụ sở của Dự án Sign và tất cả các cuộc điều tra công khai chính thức của Không quân sau này.
Sign đã chính thức không kết luận về nguyên nhân của những vụ chứng kiến. Tuy nhiên, theo Đại úy Không quân Mỹ Edward J. Ruppelt (giám đốc đầu tiên của Dự án Blue Book), thẩm định tình báo ban đầu của Sign (cái gọi là Đánh giá Tình hình) được viết vào cuối mùa hè năm 1948, đã kết luận rằng các đĩa bay là phi thuyền thực sự, không được sản xuất bởi Liên Xô hoặc Mỹ, và có khả năng là bắt nguồn từ ngoài ngoài Trái Đất. (Xem thêm giả thuyết ngoài Trái Đất) Bản thẩm định này đã được chuyển đến Lầu Năm Góc, nhưng sau đó liền bị Tướng Hoyt Vandenberg, Tham mưu trưởng Không quân bác bỏ, với lý do thiếu bằng chứng vật lý. Vandenberg sau đó đã cho hủy bỏ Dự án Sign.
Dự án Sign được tiếp nối vào cuối năm 1948 bởi Dự án Grudge, bị chỉ trích là có nhiệm vụ hạ bệ. Ruppelt gọi kỷ nguyên của Dự án Grudge là "Thời kỳ Tăm tối" của cuộc điều tra UFO đầu tiên của Không quân. Grudge kết luận rằng tất cả các UFO là hiện tượng tự nhiên hoặc giải thích sai khác, mặc dù nó cũng tuyên bố rằng 23 phần trăm các báo cáo không thể đưa ra lời giải thích.

### Thời kỳ Đại úy Ruppelt
Theo Đại úy Edward J. Ruppelt, vào cuối năm 1951, một số tướng lĩnh cấp cao, có ảnh hưởng lớn của Không quân đã không hài lòng với tình trạng điều tra UFO của Không quân đến nỗi họ đã cho hủy bỏ Dự án Grudge và thay thế bằng Dự án Blue Book vào tháng 3 năm 1952. Một trong những người này là Tướng Charles P. Cabell. Một thay đổi quan trọng khác đã đến khi Tướng William Garland gia nhập đội ngũ nhân viên của Cabell; Garland nghĩ rằng câu hỏi về UFO xứng đáng được xem xét kỹ lưỡng, nghiêm túc bởi vì anh ta từng chứng kiến một UFO.
Tên gọi mới Blue Book được chọn để chỉ các tập sách nhỏ màu xanh dương dùng để thử nghiệm tại một số trường đại học và viện đại học. Cái tên được truyền cảm hứng, Ruppelt nói, bởi sự chú ý chặt chẽ rằng các sĩ quan cao cấp đang đưa ra dự án mới; cảm giác như thể nghiên cứu về UFO cũng quan trọng như một kỳ thi cuối đại học. Blue Book cũng được nâng cấp về trạng thái từ Dự án Grudge, với việc tạo ra Nhánh Hiện tượng Không trung.
Ruppelt là giám đốc đầu tiên của dự án. Ông là một phi công có kinh nghiệm, được tặng thưởng huân huy chương cho những nỗ lực của mình tại Phi đoàn Lục quân trong Thế chiến II, và sau đó thi đậu bằng hàng không. Ông chính thức đặt ra thuật ngữ "Vật thể bay không xác định" (Unidentified Flying Object), để thay thế nhiều thuật ngữ ("vật bay hình đĩa" "đĩa bay", v.v.) mà quân đội đã sử dụng trước đó; Ruppelt nghĩ rằng "vật thể bay không xác định" là một thuật ngữ trung lập và chính xác hơn. Ruppelt đã rời bỏ Không quân vài năm sau và viết cuốn sách Báo cáo về Vật thể bay không xác định (The Report on Unidentified Flying Objects), mô tả công tác nghiên cứu về UFO của Không quân Mỹ từ năm 1947 đến 1955. Nhà khoa học người Mỹ Michael D. Swords viết rằng "Ruppelt sẽ lãnh đạo nỗ lực thực sự cuối cùng để phân tích UFO".
Ruppelt đã thực hiện một số thay đổi: Ông sắp xếp hợp lý cách thức UFO được báo cáo cho (và bởi) các quan chức quân sự, một phần với hy vọng giảm bớt sự kỳ thị và chế giễu liên quan đến các nhân chứng UFO. Ruppelt cũng ra lệnh xây dựng một bảng câu hỏi tiêu chuẩn dành cho nhân chứng UFO, với hy vọng khám phá dữ liệu có thể trở thành đối tượng cho việc phân tích thống kê. Ông ủy quyền cho Viện Tưởng niệm Battelle tạo ra bảng câu hỏi và vi tính hóa dữ liệu. Sử dụng các báo cáo trường hợp và dữ liệu được số hóa trên máy vi tính, Battelle về sau đã tiến hành một nghiên cứu khoa học và thống kê đồ sộ về tất cả các trường hợp UFO của Không quân, hoàn thành năm 1954 và được gọi là "Báo cáo Đặc biệt số 14 Dự án Blue Book" (xem tóm tắt bên dưới).
Biết rằng chủ nghĩa bè phái đã làm tổn hại đến tiến trình của Dự án Sign, Ruppelt đã cố gắng hết sức để tránh các kiểu suy đoán kết thúc mở từng khiến nhân sự của Sign bị chia rẽ giữa những người ủng hộ và chỉ trích giả thuyết ngoài Trái Đất. Như Michael Hall viết, "Ruppelt không chỉ thực hiện công việc một cách nghiêm túc mà còn mong đợi nhân viên của mình cũng làm như vậy. Nếu bất kỳ ai dưới quyền ông ấy trở nên quá hoài nghi hoặc quá tin tưởng vào một giả thuyết cụ thể, họ sẽ sớm thấy mình phải rời khỏi dự án." Trong cuốn sách của mình, Ruppelt kể lại rằng chính ông đã sa thải ba nhân viên từ rất sớm trong dự án vì họ tỏ ra "quá tin tưởng" hoặc "quá bài xích" vào giả thuyết này hay giả thuyết khác. Ruppelt tìm kiếm lời khuyên của nhiều nhà khoa học và chuyên gia, và đưa ra thông cáo báo chí thường xuyên (cùng với các báo cáo hàng tháng được phân loại cho tình báo quân sự).
Mỗi căn cứ không quân Mỹ đều có một sĩ quan Blue Book chuyên thu thập các báo cáo về UFO và giao nộp cho Ruppelt. Qua hầu hết nhiệm kỳ của Ruppelt, ông và nhóm của mình được ủy quyền phỏng vấn bất kỳ và tất cả các nhân viên quân sự nào chứng kiến UFO, và không bắt buộc phải tuân theo hệ thống chỉ huy từ trên xuống. Cơ quan chưa từng có này nhấn mạnh đến mức độ nghiêm trọng của cuộc điều tra của Blue Book.
Dưới sự chỉ đạo của Ruppelt, Blue Book đã điều tra một số trường hợp UFO nổi tiếng, bao gồm cả cái gọi là Ánh sáng Lubbock, và một trường hợp radar/hình ảnh năm 1952 được công bố rộng rãi ngay tại Washington D.C.. Theo Jacques Vallée, Ruppelt bắt đầu xu hướng, phần lớn tiếp theo là các cuộc điều tra của Blue Book sau đó, về việc không xem xét nghiêm túc đối với nhiều báo cáo về việc hạ cánh UFO và/hoặc tương tác với những chủ nhân UFO có mục đích.
Nhà thiên văn học Tiến sĩ J. Allen Hynek là cố vấn khoa học của dự án, từng có kinh nghiệm với Dự án Sign và Grudge. Ông làm việc cho dự án này cho đến khi chấm dứt và ban đầu tạo ra sự phân loại đã được mở rộng và ngày nay được gọi là những cuộc gặp gỡ cự ly gần. Ông là một người hoài nghi rõ rệt lúc ban đầu, nhưng nói rằng cảm xúc của ông đã thay đổi thành một sự hoài nghi dao động hơn trong quá trình nghiên cứu, sau khi gặp phải một số ít các báo cáo về UFO mà ông nghĩ là khó mà giải thích nổi.
Ruppelt rời Blue Book vào tháng 2 năm 1953 để tái phân công tạm thời. Ông trở lại vài tháng sau để tận mắt thấy nhân viên của mình giảm từ hơn mười người xuống chỉ còn hai cấp dưới và chính ông. Người thay thế tạm thời của ông là một hạ sĩ quan. Thất vọng, Ruppelt đề nghị một đơn vị Bộ Tư lệnh Phòng không (Phi đội Cục Tình báo Không quân 4602) đảm nhận việc điều tra UFO nhưng không được đáp ứng. Hầu hết những người kế vị ông với tư cách là giám đốc của Blue Book về sau đều thể hiện thái độ thờ ơ hoặc thù địch hoàn toàn với chủ đề UFO, hoặc bị cản trở do thiếu kinh phí và hỗ trợ chính thức.
Các nhà điều tra UFO thường coi nhiệm kỳ ngắn ngủi của Ruppelt tại Blue Book là dấu hiệu đỉnh cao trong các cuộc điều tra công khai về UFO của Không quân, khi các cuộc điều tra về UFO được đối xử nghiêm túc và được hỗ trợ ở cấp cao. Sau đó, Dự án Blue Book rơi vào một "Thời kỳ Tăm tối" mới mà từ đó nhiều nhà điều tra UFO cho rằng nó không bao giờ xuất hiện. Tuy nhiên, ngay cả Ruppelt sau này đã chấp nhận viễn cảnh Blue Book là không có gì bất thường về UFO cả; ông thậm chí còn gắn nhãn cho chủ đề này là "Huyền thoại Thời đại Không gian."

#### Ban Robertson
Vào tháng 7 năm 1952, sau khi tích lũy hàng trăm trường hợp trong vài tháng trước đó, một loạt các phát hiện ra radar trùng khớp với hình ảnh nhìn thấy được quan sát gần Sân bay Quốc gia ở Washington, D.C. Vì có quá nhiều người dân chứng kiến vụ việc, những cảnh tượng này đã khiến CIA đi đến quyết định thành lập một nhóm các nhà khoa học dưới sự lãnh đạo của Tiến sĩ Howard P. Robertson, nhà vật lý của Viện Công nghệ California, bao gồm nhiều nhà vật lý, nhà khí tượng học và kỹ sư, và một nhà thiên văn học (Hynek). Ban Robertson lần đầu tiên họp vào ngày 14 tháng 1 năm 1953 để tình bày rõ ràng phản ứng trước sự quan tâm của dư luận đối với UFO. Họ đặt mục tiêu tìm cách giảm bớt sự quan tâm của công chúng nhằm ngăn ngừa việc gửi báo cáo. Thành viên của tập thể đáng kính này được trao cho một bản đánh giá sơ bộ về các trường hợp UFO được chọn và những thước phim ngoại lệ cho đến nay vẫn được giữ bí mật. Điều này nhằm đưa ra cái nhìn tổng quan vê những dữ liệu UFO tốt nhất lưu giữ được, nhưng định mức bốn ngày đó gần như không đủ để có được một đánh giá hợp lý. Trong bản báo cáo bí mật được viết khi hoàn tất đánh giá, nhóm của Robertson đề nghị "các cơ quan an ninh quốc gia hãy lập tức tiến hành các bước để gỡ bỏ UFO khỏi thân phận đặc biệt người ta gán cho chúng và hơi hướng bí ẩn mà chúng không may vướng phải."
Ruppelt, Hynek, và những người khác đã đưa ra bằng chứng tốt nhất, bao gồm các cảnh phim, được Blue Book thu thập. Sau khi dành 12 giờ để xem xét 6 năm dữ liệu, Ban Robertson đã kết luận rằng hầu hết các báo cáo về UFO đều có lời giải thích thông thường, và tất cả đều có thể được giải thích khi điều tra thêm, mà họ cho là không đáng để nỗ lực. Trong báo cáo cuối cùng của Ban Robertson, họ nhấn mạnh rằng các báo cáo về UFO cấp thấp, không thể kiểm chứng đang làm quá tải các kênh tình báo, với nguy cơ bỏ lỡ mối đe dọa thông thường thực sự đối với nước Mỹ, do đó, họ đề nghị xây dựng một chương trình giáo dục rộng khắp tích hợp nỗ lực của tất cả các cơ quan hữu quan, nhằm đạt được hai mục tiêu: đào tạo và hạ bệ. Đào tạo có nghĩa là giáo dục công chúng nhiều hơn về phương pháp làm thế nào để xác định được những vật thể đã biết trên bầu trời tránh tưởng nhầm chúng là UFO. Hạ bệ chủ yếu là để phương tiện truyền thông sử dụng. "Mục tiêu của 'hạ bệ' là làm cho công chúng bớt quan tâm đến 'đĩa bay', vốn ngày nay gây nên phản ứng mạnh mẽ về mặt tâm lý," ban khoa học viết; "và sẽ được hoàn thành nhờ các phương tiện thông tin đại chúng như truyền hình, phim ảnh và báo chí phổ thông."
Bên cạnh phương tiện truyền thông, ban khoa học đề xuất sử dụng các nhà tâm lý học, chuyên gia quảng cáo, giới thiên văn học nghiệp dư và thậm chí phim hoạt hình của hãng Walt Disney Productions để giảm bớt sự quan tâm cũng như tính cả tin của công chúng. "Tất cả mọi câu lạc bộ kinh doanh, trường trung học, đại học và đài truyền hình đều vui vẻ hợp tác trong việc trình chiếu các bộ phim thuộc dạng tài liệu nếu như được chuẩn bị một cách thú vị. Sử dụng các trường hợp có thật, ban đầu đưa ra 'bí ẩn' rồi sau đó mới 'giải thích' sẽ có sức thuyết phục." Cuối cùng, cần phải "theo dõi" các nhóm dân sự nghiên cứu về UFO do họ "có sức ảnh hưởng lớn đến suy nghĩ của quần chúng trong trường hợp xảy ra các vụ chứng kiến trên quy mô rộng lớn."
Nói tóm lại, Ban Robertson đã khuyến nghị Chính phủ Mỹ hãy khích lệ tất cả mọi cơ quan trong cộng đồng tình báo tác động đến phương tiện truyền thông đại chúng và thâm nhập vào các nhóm gnhiên cứu dân sự nhằm mục đích hạ bệ UFO. Lúc đó, truyền thông sẽ trở thành công cụ ngầm kiểm soát nhận thức công chúng, một cái loa phục vụ chính sách của Chính phủ và tuyên truyền nhằm "hạ bệ," hoặc chế giễu UFO. Sự quan tâm của công chúng đối với các sự kiện UFO phải được ngăn cản và giảm bớt một cách mạnh mẽ nhờ những chiến thuật này, và các gián điệp tình báo có thể đảm bảo rằng thực tế sẽ không đến được với các nhà nghiên cứu hàng đầu nhờ chiến thuật đưa thông tin sai lệch. Nhân danh an ninh quốc gia, đề tài này là trò chơi công bằng cho toàn bộ bộ máy tình báo Mỹ. Tất cả những lời đề xuất này đều được ban khoa học của CIA viết bằng giấy trắng mực đen và xếp loại bí mật, vì vậy công chúng không được tiếp cận bản báo cáo đầy đủ cho đến tận năm 1975, khi cuối cùng bản báo cáo như khối thuốc nổ của Ban Robertson được công bố trọn vẹn.
Đó là kết luận của nhiều nhà nghiên cứu cho rằng Ban Robertson đã khuyến nghị kiểm soát dư luận thông qua một chương trình tuyên truyền và gián điệp chính thức. Họ cũng tin rằng những khuyến nghị này đã giúp định hình chính sách của Không quân liên quan đến nghiên cứu UFO không chỉ ngay sau đó, mà còn cho đến tận ngày nay. Có bằng chứng cho thấy các khuyến nghị của Ban Robertson đã được thực hiện ít nhất hai thập kỷ sau khi kết luận của nó được đưa ra. Vào tháng 12 năm 1953, Quy định số 146 của Ban Liên hợp Lục quân-Hải quân-Không quân buộc tội nhân viên quân sự thảo luận về các báo cáo UFO được phân loại với những người không được ủy quyền. Những người vi phạm phải đối mặt với án tù lên tới hai năm và/hoặc phạt tiền lên tới 10.000 đôla.

### Thời kỳ Đại úy Hardin
Vào tháng 3 năm 1954, Đại úy Charles Hardin được bổ nhiệm làm người đứng đầu Blue Book; thế nhưng, đơn vị 4602 đã tiến hành hầu hết các cuộc điều tra về UFO và Hardin không phản đối. Ruppelt viết rằng Hardin "nghĩ là bất cứ ai thậm chí quan tâm [đến UFO] đều bị điên. Họ chán anh ta."
Năm 1955, Không quân đã quyết định rằng mục tiêu của Blue Book không phải là điều tra các báo cáo về UFO, mà là để giảm thiểu số lượng báo cáo về UFO không xác định. Đến cuối năm 1956, số lần nhìn thấy không xác định đã giảm từ 20-25% của thời Ruppelt, xuống dưới 1%.

### Thời kỳ Đại úy Gregory
Đại úy George T. Gregory đã đảm nhận chức giám đốc của Blue Book vào năm 1956. Clark viết rằng Gregory đã dẫn dắt Blue Book "theo hướng chống UFO thậm chí còn vững vàng hơn cả Hardin lãnh đạm." Đơn vị 4602 bị giải thể và Phi đội Sở Tình báo Không quân 1066 được giao việc điều tra UFO. Trên thực tế, có rất ít hoặc chẳng có điều tra nào về các báo cáo UFO; một bản sửa đổi AFR 200-2 được ban hành trong nhiệm kỳ của Gregory nhấn mạnh rằng các báo cáo UFO không giải thích được phải giảm đến mức tối thiểu.
Một cách mà Gregory làm giảm số lượng UFO không giải thích được bằng cách tái phân loại đơn giản. "Các trường hợp có thể" trở thành "có thể xảy ra", và các trường hợp "có thể xảy ra" đều được nâng cấp thành nhận định chắc chắn. Theo logic này, một sao chổi có thể trở thành một sao chổi có thể xảy ra, trong khi một sao chổi có thể xảy ra được tuyên bố thẳng thừng là một sao chổi bị nhận dạng sai. Tương tự, nếu một nhân chứng báo cáo quan sát một vật thể giống như quả bóng bay bất thường, Blue Book thường phân loại nó là một quả bóng bay, không có nghiên cứu và thẩm định. Những quy trình này đã trở thành tiêu chuẩn cho hầu hết các cuộc điều tra sau này của Blue Book.

### Thời kỳ Thiếu tá Friend
Thiếu tá Robert J. Friend được bổ nhiệm làm người đứng đầu Blue Book vào năm 1958. Friend đã thực hiện một số nỗ lực để đảo ngược xu hướng mà Blue Book từng làm kể từ năm 1954. Clark viết rằng "Những nỗ lực của Friend nhằm cập nhật hồ sơ và danh mục trường hợp theo các số liệu thống kê quan sát được đã gặp thất bại do thiếu kinh phí và sự giúp đỡ."
Háo hức trước những nỗ lực của Friend, Hynek đã tổ chức cuộc họp đầu tiên trong số các cuộc họp giữa nhân viên của Blue Book và nhân viên ATIC vào năm 1959. Hynek đề nghị một số báo cáo về UFO cũ hơn nên được tái thẩm định, với mục đích phô trương là chuyển chúng từ thể loại "không rõ" sang "xác định được". Kế hoạch của Hynek trở nên vô ích. Trong nhiệm kỳ của Friend, ATIC đã dự tính chuyển sự giám sát Blue Book sang một cơ quan Không quân khác, nhưng cả Trung tâm Nghiên cứu và Phát triển Không quân và Văn phòng Thông tin cho Bộ trưởng Không quân đều không mấy quan tâm.
Năm 1960, Quốc hội Mỹ quyết định tổ chức các phiên điều trần có liên quan đến UFO. Nhóm nghiên cứu UFO dân sự NICAP (Ủy ban Điều tra Hiện tượng Không trung Quốc gia) đã công khai tố cáo Blue Book che đậy bằng chứng UFO và cũng có được một vài đồng minh trong Quốc hội. Quốc hội và CIA đều tiến hành điều tra Blue Book, với các nhà phê bình—đáng chú ý nhất là nhóm UFO dân sự NICAP khẳng định rằng cái mà Blue Book thiếu chính là một nghiên cứu mang tính khoa học. Đáp lại, ATIC đã bổ sung nhân sự (tăng tổng số nhân sự lên ba nhân viên quân sự, cộng với các thư ký dân sự) và tăng ngân sách của Blue Book. Điều này dường như làm dịu đi một số chỉ trích của Blue Book, nhưng cũng chỉ là tạm thời. Một vài năm sau, những lời chỉ trích sẽ còn lớn hơn. Vào thời điểm ông được thuyên chuyển khỏi Blue Book vào năm 1963, Friend đã nghĩ rằng Blue Book thực sự vô dụng và cần phải giải thể, ngay cả khi nó gây ra sự phản đối trong cộng đồng.

### Thời kỳ Thiếu tá Quintanilla
Thiếu tá Hector Quintanilla đảm nhận vai trò lãnh đạo Blue Book vào tháng 8 năm 1963. Ông chủ yếu tiếp tục các nỗ lực hạ bệ, và dưới chỉ đạo của ông, Blue Book đã nhận được một số lời chỉ trích mạnh mẽ nhất. Nhà nghiên cứu UFO Jerome Clark còn đi xa đến mức viết rằng, đến thời điểm này, Blue Book đã "mất hết uy tín".
Nhà vật lý và nhà nghiên cứu UFO, Tiến sĩ James E. McDonald từng thẳng thắn tuyên bố rằng Quintanilla "không đủ khả năng" nhìn từ góc độ khoa học hay nghiên cứu, mặc dù ông cũng nhấn mạnh rằng Quintanilla "không nên chịu trách nhiệm về chuyện này", vì ông được một sĩ quan cấp trên chọn vào vị trí này và đang tuân theo các mệnh lệnh trong việc chỉ đạo Blue Book. Tuy nhiên, những lời giải thích về các báo cáo UFO của Blue Book không được chấp nhận rộng rãi và các nhà phê bình — bao gồm cả một số nhà khoa học — cho rằng Dự án Blue Book đã thực hiện nghiên cứu đáng ngờ hoặc tệ hơn là đang gây ra một vụ che đậy. Sự chỉ trích này đã phát triển đặc biệt mạnh và lan rộng trong những năm 1960.
Lấy ví dụ, nhiều báo cáo UFO chủ yếu xảy ra vào ban đêm từ vùng Trung Tây và Đông Nam nước Mỹ vào mùa hè năm 1965: Các nhân chứng ở Texas đã báo cáo "những ánh đèn nhiều màu sắc" và các vật thể trên không lớn có hình dạng như quả trứng hoặc kim cương. Đội tuần tra Xa lộ Oklahoma trình báo về Căn cứ Không quân Tinker (nằm gần Oklahoma City) đã theo dõi tới bốn chiếc UFO cùng lúc và một vài trong số chúng đã hạ xuống rất nhanh: từ khoảng 22.000 feet đến khoảng 4.000 feet chỉ trong vài giây, một hành động vượt xa khả năng của loại máy bay thông thường của thời đại. John Shockley, một nhà khí tượng học từ Wichita, Kansas, kể lại rằng, bằng cách sử dụng radar của Cục Thời tiết tiểu bang, ông đã theo dõi một số vật thể không trung kỳ lạ bay ở độ cao khoảng 6.000 đến 9.000 feet. Những báo cáo này và các báo cáo khác được đưa ra cho công chúng biết đến nhiều hơn.
Dự án Blue Book chính thức quả quyết là các nhân chứng đã nhầm lẫn Sao Mộc hoặc các ngôi sao sáng (như Rigel hoặc Betelgeuse) thành một thứ gì đó. Giải thích của Blue Book bị mọi người chỉ trích là không chính xác. Robert Riser, giám đốc Cung thiên văn của Quỹ Khoa học và Nghệ thuật đã đưa ra một lời khiển trách kịch liệt về Dự án Blue Book được lưu hành khắp nơi: "Đó là sự thật xa vời khi bạn có thể hiểu được. Những ngôi sao và hành tinh này nằm ở phía đối diện của Trái Đất cách thành phố Oklahoma vào thời điểm này trong năm. Không quân phải có công cụ tìm cho ra ngôi sao lộn ngược trong tháng 8."
Một bài xã luận đăng trên tờ Richmond News Leader đã phát biểu rằng "Nỗ lực loại bỏ các trường hợp nhìn thấy được báo cáo theo lý do căn bản được trình bày bởi Dự án Bluebook sẽ không giải quyết được bí ẩn... và chỉ đóng vai trò nhằm làm tăng sự nghi ngờ rằng có gì đó ngoài kia mà không quân không muốn chúng ta biết đến", trong khi một phóng viên UPI có trụ sở tại Wichita lưu ý rằng "Radar thông thường không bắt gặp được các hành tinh và ngôi sao."
Một trường hợp khác mà các nhà phê bình của Blue Book chộp lấy là vụ truy đuổi UFO Quận Portage, bắt đầu vào khoảng 5 giờ sáng, gần Ravenna, Ohio vào ngày 17 tháng 4 năm 1966. Hai viên cảnh sát là Dale Spaur và Wilbur Neff đã phát hiện ra thứ mà họ mô tả là một vật thể hình đĩa màu bạc, với ánh sáng rực rỡ phát ra từ mặt dưới, ở độ cao khoảng 1.000 feet. Họ bắt đầu theo dõi vật thể này (mà họ kể lại đôi khi xuống thấp tới 50 feet) và cảnh sát từ một số khu vực pháp lý khác có liên quan đến vụ việc. Màn truy đuổi kết thúc khoảng 30 phút sau gần Freedom, Pennsylvania, cách chừng 85 dặm.
Cuộc rượt đuổi UFO này đã được đưa lên tin tức quốc gia, và cảnh sát liền gửi bản báo cáo chi tiết cho Blue Book. Năm ngày sau, sau các cuộc phỏng vấn ngắn với chỉ một trong số các viên cảnh sát (nhưng không có nhân chứng mặt đất nào khác), giám đốc của Blue Book, Thiếu tá Hector Quintanilla, đã công bố kết luận của họ: Cảnh sát (một trong số họ là xạ thủ của Không quân trong Chiến tranh Triều Tiên) lần đầu tiên đuổi theo một vệ tinh liên lạc, sau đó là Sao Kim.
Kết luận này đã bị mọi người chế giễu, và cảnh sát đã cố gắng từ chối nó. Trong kết luận không đồng tình của mình, Hynek đã mô tả kết luận của Blue Book là vô lý: trong các báo cáo của họ, một vài cảnh sát đã vô tình mô tả Mặt Trăng, Sao Kim và UFO, mặc dù họ vô tình mô tả Sao Kim là một "ngôi sao" sáng gần Mặt Trăng. Nghị sĩ Ohio William Stanton nói rằng "Không quân đã bị tổn thất lớn về uy tín trong cộng đồng này... Một khi mọi người được gửi gắm phúc lợi công cộng không còn nghĩ rằng người dân có thể tìm hiểu sự thật, thì người dân, đổi lại, sẽ không còn tin tưởng chính phủ nữa."
Tháng 9 năm 1968, Hynek nhận được thư của Đại tá Raymond Sleeper thuộc Cục Công nghệ Nước ngoài. Sleeper lưu ý rằng Hynek đã công khai tố cáo Blue Book về phương pháp khoa học kém chất lượng và tiếp tục yêu cầu Hynek đưa ra lời khuyên về cách Blue Book có thể cải thiện các phương pháp khoa học của mình. Hynek sau đó đã tuyên bố rằng bức thư của Sleeper là "lần đầu tiên trong suốt 20 năm hợp tác của tôi với bên Không quân với tư cách là cố vấn khoa học mà tôi đã chính thức được yêu cầu phê bình và tư vấn [về]... vấn đề UFO."
Hynek đã viết một phản hồi chi tiết đề ngày 7 tháng 10 năm 1968, gợi ý một số lĩnh vực mà Blue Book có thể cải thiện. Một phần, ông viết như sau:
1. ... cả hai nhiệm vụ của Blue Book [xác định xem UFO có phải là mối đe dọa đối với an ninh quốc gia hay không và sử dụng dữ liệu khoa học được thu thập bởi Blue Book] sẽ được thực hiện thoả đáng.
2. Các nhân viên của Blue Book, cả về số lượng và đào tạo khoa học, đều không đủ...
3. Blue Book chịu tổn thất... trong đó là một hệ thống khép kín... hầu như không có cuộc đối thoại khoa học nào giữa Blue Book và thế giới khoa học bên ngoài...
4. Các phương pháp thống kê được Blue Book sử dụng không gì khác hơn là một trò hề.
5. Đã thiếu sự chú ý đến các trường hợp UFO quan trọng... và dành quá nhiều thời gian cho các trường hợp thông thường... và cho các nhiệm vụ quan hệ công chúng ngoại vi. Sự tập trung có thể là hai hoặc ba trường hợp mang ý nghĩa khoa học đầy tiềm năng mỗi tháng [thay vì] lan truyền mỏng hơn 40 đến 70 trường hợp mỗi tháng.
6. Đầu vào thông tin cho Blue Book là không đủ. Gánh nặng bất khả thi được đặt lên vai Blue Book bởi sự thất bại gần như nhất quán của các sĩ quan UFO tại các căn cứ không quân địa phương để truyền tải thông tin đầy đủ...
7. Thái độ và cách tiếp cận cơ bản trong Blue Book là phi logic và không khoa học...
8. Việc sử dụng ít ỏi được thực hiện bởi cố vấn khoa học Dự án [chính Hynek]. Chỉ những trường hợp mà giám sát dự án cảm thấy đáng giá mới được chú ý. Phạm vi hoạt động của anh ta... liên tục bị cản trở... Anh ta thường biết về những trường hợp thú vị chỉ một hoặc hai tháng sau khi nhận được báo cáo tại Blue Book.[15]

Bất chấp lời đề nghị phê bình của Sleeper, không có bình luận nào của Hynek dẫn đến bất kỳ thay đổi đáng kể nào trong Blue Book.
Quan điểm riêng của Quintanilla về dự án được ghi lại trong bản thảo của ông, "UFO, một vấn đề nan giải của Không quân." Quintanilla đã viết bản thảo này vào năm 1975, nhưng nó không được xuất bản cho đến sau khi ông qua đời vào năm 1998. Quintanilla nói trong văn bản thì cá nhân ông tin rằng thật kiêu ngạo khi nghĩ rằng loài người là dạng sống thông minh duy nhất trong vũ trụ. Tuy nhiên, trong khi ông thấy rất có khả năng sự sống thông minh tồn tại ngoài Trái Đất, thì ông lại không có bằng chứng rõ như ban ngày về bất kỳ chuyến viếng thăm nào trên Trái Đất.

### Phiên điều trần của Quốc hội
Năm 1966, hàng loạt UFO bỗng dưng xuất hiện ở Massachusetts và New Hampshire đã kích động Phiên điều trần của Quốc hội do Ủy ban Hạ viện về các Lực lượng Vũ trang tổ chức. Theo các tài liệu đính kèm trong phiên điều trần, ban đầu, Không quân đã tuyên bố rằng trường hợp này là kết quả của một cuộc tập trận diễn ra trong khu vực. Nhưng NICAP, Ủy ban Điều tra Quốc gia về Hiện tượng Không trung, đã báo cáo rằng không có hồ sơ nào về một chiếc máy bay đang bay vào thời điểm xảy ra các vụ chứng kiến. Một báo cáo khác cho rằng UFO thực sự là một tấm biển quảng cáo xăng dầu đang bay. Raymond Fowler (thuộc NICAP) đã bổ sung các cuộc phỏng vấn của riêng mình với người dân địa phương thấy các sĩ quan Không quân tịch thu các tờ báo với câu chuyện về UFO và bảo họ đừng báo cáo những gì họ đã thấy. Hai viên sĩ quan cảnh sát đã chứng kiến UFO, Eugene Bertrand và David Hunt, đã viết một lá thư cho Thiếu tá Quintanilla nói rằng họ cảm thấy danh tiếng của họ đã bị Không quân hủy hoại. "Không thể nhầm lẫn những gì chúng ta đã thấy đối với bất kỳ loại hoạt động quân sự nào, bất kể độ cao," các sĩ quan cáu kỉnh viết và nói thêm rằng không lý nào đó có thể là khinh khí cầu hoặc máy bay trực thăng.
Theo Bộ trưởng Harold Brown của Không quân, Blue Book bao gồm ba bước: điều tra, phân tích và phân phối thông tin thu thập được cho các bên quan tâm. Sau khi Brown cho phép, báo chí được mời tham gia phiên điều trần. 
Đến thời điểm điều trần, Blue Book đã xác định và giải thích 95% các trường hợp nhìn thấy UFO được báo cáo. Không vụ nào trong số này là người ngoài hành tinh hoặc là mối đe dọa đối với an ninh quốc gia. Chính Brown đã tuyên bố, "Tôi biết không có ai có vị trí khoa học hay vị thế có kiến thức chi tiết về điều này, trong tổ chức của chúng tôi tin rằng chúng có nguồn gốc ngoài Trái Đất."  Tiến sĩ J. Allen Hynek, cố vấn khoa học cho Blue Book, đã đề xuất trong một tuyên bố chưa được thống nhất rằng một "ban dân sự gồm các nhà khoa học vật lý và xã hội" được thành lập "với mục đích rõ ràng là xác định liệu một vấn đề lớn có thực sự tồn tại" liên quan đến UFO. Hynek nhận xét rằng ông "không thấy bất kỳ bằng chứng nào để xác nhận" người ngoài hành tinh, "tôi cũng không biết bất kỳ nhà khoa học có thẩm quyền nào, hoặc tin rằng có bất kỳ loại trí thông minh ngoài Trái Đất nào có liên quan." 

### Ủy ban Condon
Sự chỉ trích của Blue Book tiếp tục phát triển đến giữa những năm 1960. Số lượng thành viên của NICAP tăng lên khoảng 15.000 người và nhóm này đã buộc Chính phủ Mỹ che giấu bằng chứng về UFO. Sau các phiên điều trần của Quốc hội, Ủy ban Condon được thành lập vào năm 1966, có vẻ như là một cơ quan nghiên cứu khoa học trung lập. Tuy nhiên, Ủy ban trở nên sa lầy trong tranh cãi, với một số thành viên buộc tội giám đốc Edward U. Condon với sự thiên vị, và các nhà phê bình sẽ đặt câu hỏi về tính hợp lệ và sự chặt chẽ khoa học của Báo cáo Condon. Cuối cùng, Ủy ban Condon cho rằng không có gì bất thường về UFO và trong khi nó để lại một số ít trường hợp không giải thích được, báo cáo cũng lập luận rằng nghiên cứu sâu hơn sẽ không thể mang lại kết quả quan trọng.

### Kết thúc
Đáp lại kết luận của Ủy ban Condon, Bộ trưởng Không quân Robert C. Seamans, Jr. tuyên bố rằng Blue Book sẽ sớm bị đóng cửa, bởi vì việc tài trợ thêm "không thể được chứng minh vì lý do an ninh quốc gia hoặc vì lợi ích của khoa học." Ngày cuối cùng được thừa nhận công khai về các hoạt động của Blue Book là ngày 17 tháng 12 năm 1969. Tuy nhiên, nhà nghiên cứu Brad Sparks, trích dẫn nghiên cứu từ số ra tháng 5 năm 1970 của tờ UFO Investigator thuộc NICAP, tường thuật rằng ngày cuối cùng của hoạt động Blue Book thực ra là ngày 30 tháng 1 năm 1970. Theo Sparks, các quan chức Không quân muốn giữ cho phản ứng của Không quân đối với vấn đề UFO không bị chồng chéo trong thập kỷ thứ tư, và do đó đã thay đổi ngày đóng cửa của Blue Book trong các hồ sơ chính thức.
Toàn bộ hồ sơ của Blue Book đều được chuyển sang Kho Lưu trữ Không quân tại Căn cứ Không quân Maxwell ở Alabama. Thiếu tá David Shea về sau cho rằng Maxwell được chọn vì nó "dễ tiếp cận nhưng không quá lôi cuốn."
Cuối cùng, Dự án Blue Book tuyên bố rằng những vụ chứng kiến UFO được tạo ra là kết quả của:
- Một dạng nhẹ của chứng rối loạn phân ly tập thể.
- Các cá nhân bịa ra các báo cáo đó nhằm tạo nên một trò lừa bịp hoặc muốn được nổi tiếng.
- Những người có biểu hiện về mặt tâm bệnh học.
- Nhận dạng sai các vật thể thông thường khác nhau.

Vào tháng 4 năm 2003, Không quân Mỹ công khai chỉ ra rằng không có kế hoạch trực tiếp để thiết lập lại bất kỳ chương trình nghiên cứu UFO chính thức nào của chính phủ. Tuy nhiên, vào tháng 12 năm 2017, Không quân đành thú thực rằng một nghiên cứu UFO bí mật mới có tên Chương trình Nhận dạng Hiểm họa Hàng không Tiên tiến (AATIP) đã được tài trợ ở mức hơn 20 triệu đô la trong một năm từ năm 2007 đến 2012.

## Tuyên bố chính thức hiện tại về UFO
Dưới đây là tuyên bố chính thức của Không quân Mỹ liên quan đến UFO, như được ghi chú trong USAF Fact Sheet 95-03:
Từ năm 1947 đến 1969, Không quân đã điều tra Vật thể bay không xác định thuộc Dự án Blue Book. Dự án, có trụ sở tại căn cứ không quân Wright-Patterson, Ohio, đã chấm dứt vào ngày 17 tháng 12 năm 1969. Trong tổng số 12.618 vụ nhìn thấy được báo cáo cho Dự án Blue Book, 701 trường hợp vẫn "chưa được xác định".
Quyết định ngừng điều tra UFO dựa trên đánh giá của một báo cáo do Đại học Colorado chuẩn bị có tên, "Nghiên cứu Khoa học về Vật thể bay không xác định" (Scientific Study of Unidentified Flying Objects); đánh giá báo cáo của Đại học Colorado của Viện Hàn lâm Khoa học Quốc gia; nghiên cứu UFO trước đây và kinh nghiệm của Không quân về việc điều tra các báo cáo UFO trong giai đoạn 1940 đến 1969.
Do kết quả của các cuộc điều tra, các nghiên cứu và kinh nghiệm thu được từ việc điều tra các báo cáo UFO từ năm 1948, các kết luận của Dự án Blue Book là:
1. Không có UFO nào được Không quân báo cáo, điều tra và đánh giá đã từng đưa ra bất kỳ dấu hiệu nào về mối đe dọa đối với an ninh quốc gia của chúng ta.
2. Không có bằng chứng nào được Không quân đệ trình hoặc phát hiện ra rằng các trường hợp nhìn thấy được phân loại là "không xác định" đại diện cho những thành tựu công nghệ hoặc nguyên tắc vượt ra ngoài phạm vi kiến thức khoa học ngày nay.
3. Không có bằng chứng cho thấy các trường hợp nhìn thấy được phân loại là "không xác định" là phương tiện ngoài hành tinh.

Với việc chấm dứt Dự án Blue Book, quy định của Không quân nhằm thiết lập và kiểm soát chương trình điều tra và phân tích UFO đã bị hủy bỏ. Tài liệu liên quan đến cuộc điều tra Blue Book trước đây đã được chuyển vĩnh viễn cho Chi nhánh Quân sự hiện đại, Cục Văn thư và Lưu trữ Quốc gia, và có sẵn để xem xét và phân tích công khai.
Kể từ khi chấm dứt Dự án Blue Book, không có gì xảy ra sẽ hỗ trợ cho việc nối lại các cuộc điều tra UFO của Không quân.
Có một số trường đại học và các tổ chức khoa học chuyên nghiệp đã xem xét hiện tượng UFO trong các cuộc họp và hội thảo định kỳ. Một danh sách các tổ chức tư nhân quan tâm đến các hiện tượng trên không có thể được tìm thấy trong "Bách khoa toàn thư về các hiệp hội" (Encyclopaedia of Associations), được xuất bản bởi Gale Research. Quan tâm và xem xét kịp thời các báo cáo UFO của các nhóm tư nhân đảm bảo rằng bằng chứng âm thanh không bị cộng đồng khoa học bỏ qua. Những người muốn báo cáo về việc nhìn thấy UFO nên được liên hệ với các cơ quan thực thi pháp luật địa phương.

### Hoạt động UFO từ sau Blue Book
Một biên bản của Không quân (được phát hành thông qua Đạo luật Tự do Thông tin) ngày 20 tháng 10 năm 1969 và được ký bởi Chuẩn tướng C. H. Bolander tuyên bố rằng ngay cả sau khi Blue Book bị giải thể, "các báo cáo về UFO" vẫn sẽ "tiếp tục được xử lý thông qua tiêu chuẩn thủ tục Không quân được thiết kế cho mục đích này." Hơn nữa, Bolander viết, "Báo cáo về vật thể bay không xác định có thể ảnh hưởng đến an ninh quốc gia... không phải là một phần của hệ thống Blue Book." Cho đến nay, các kênh, cơ quan hoặc nhóm điều tra khác vẫn chưa được biết đến.
Ngoài ra, Blum kể rằng, các yêu cầu của Đạo luật Tự do Thông tin cho thấy Không quân Mỹ vẫn tiếp tục lập danh mục và theo dõi các trường hợp nhìn thấy UFO, đặc biệt là hàng chục vụ chạm trán UFO từ cuối những năm 1960 đến giữa những năm 1970 xảy ra tại những khu căn cứ quân đội Mỹ có dính líu đến vũ khí hạt nhân. Blum viết rằng một số trong những tài liệu chính thức này đi trệch hướng mạnh mẽ từ cách diễn đạt thông thường khô khan và quan liêu của loại công văn chính phủ, cho thấy rõ cảm giác "khủng bố" mà những sự cố UFO này đã truyền nguồn cảm hứng cho nhiều nhân viên Không quân.

## Báo cáo Đặc biệt số 14 Dự án Blue Book
Vào cuối tháng 12 năm 1951, Ruppelt đã gặp các thành viên của Viện Tưởng niệm Battelle, một dạng think tank có trụ sở tại Columbus, Ohio. Ruppelt muốn các chuyên gia của viện hỗ trợ họ làm cho nghiên cứu UFO của Không quân trở nên khoa học hơn. Chính Viện Battelle đã nghĩ ra mẫu báo cáo được chuẩn hóa. Bắt đầu từ cuối tháng 3 năm 1952, Viện bắt đầu phân tích các báo cáo quan sát hiện có và mã hóa khoảng 30 đặc điểm báo cáo trên những tấm thẻ bấm lỗ của IBM để cho máy tính phân tích.
Báo cáo Đặc biệt số 14 Dự án Blue Book là phân tích thống kê đồ sộ của họ về các trường hợp Blue Book cho đến nay, khoảng 3.200 vào thời điểm báo cáo được hoàn thành vào năm 1954, sau khi Ruppelt rời khỏi Blue Book. Thậm chí ngày nay, nó đại diện cho nghiên cứu lớn nhất như vậy từng được thực hiện. Battelle đã thuê bốn nhà phân tích khoa học, những người tìm cách phân chia các trường hợp thành "những điều đã biết", "những điều chưa biết", và một loại thứ ba là "không đủ thông tin". Họ cũng chia nhỏ những điều đã biết và chưa biết thành bốn loại chất lượng, từ xuất sắc đến kém. Ví dụ, các trường hợp được coi là xuất sắc thường có thể liên quan đến các nhân chứng có kinh nghiệm như phi công hàng không hoặc nhân viên quân sự được đào tạo, nhiều nhân chứng, chứng cứ chứng thực như liên lạc với radar hoặc ảnh chụp, v.v. Để một trường hợp được coi là "đã biết", chỉ có hai nhà phân tích phải độc lập đồng ý về một giải pháp. Tuy nhiên, để một trường hợp được gọi là "không xác định", cả bốn nhà phân tích phải đồng ý. Do đó, tiêu chí cho một trường hợp "không xác định" là khá nghiêm ngặt.
Ngoài ra, những trường hợp này còn được chia thành sáu đặc điểm khác nhau — màu sắc, số lượng, thời gian quan sát, độ sáng, hình dạng và tốc độ — và sau đó những đặc điểm này được so sánh giữa những điều đã biết và chưa biết để xem liệu có sự khác biệt đáng kể về mặt thống kê hay không.
Các kết quả chính của phân tích thống kê là:
- Khoảng 69% các trường hợp được đánh giá đã biết hoặc đã xác định (38% được coi là xác định cụ thể trong khi 31% vẫn còn "nghi ngờ" giải thích); khoảng 9% rơi vào thông tin không đầy đủ. Khoảng 22% được coi là "không xác định", giảm so với giá trị 28% trước đó từ những nghiên cứu của Không quân.
- Trong danh mục đã biết, 86% số người được biết là máy bay, bóng bay hoặc sự giải thích về thiên văn học. Chỉ 1,5% trong số tất cả các trường hợp được đánh giá là trường hợp tâm lý hoặc "kẻ có suy nghĩ lập dị". Một danh mục "linh tinh" bao gồm 8% của tất cả các trường hợp và bao gồm các trò lừa bịp có thể.
- Chất lượng của trường hợp càng cao, càng có nhiều khả năng nó được phân loại chưa biết. 35% trường hợp xuất sắc được coi là không xác định, trái ngược với chỉ 18% trường hợp nghèo nàn nhất.

Mặc dù vậy, phần tóm tắt trong báo cáo cuối cùng của Viện Battelle tuyên bố rằng "rất khó khả thi là bất kỳ báo cáo nào về vật thể không trung không xác định... đại diện cho các quan sát về sự phát triển công nghệ ngoài phạm vi kiến thức ngày nay." Một số nhà nghiên cứu, bao gồm Tiến sĩ Bruce Maccabee, người đã xem xét dữ liệu rộng rãi, đã lưu ý rằng kết luận của các nhà phân tích thường mâu thuẫn với kết quả thống kê của riêng họ, được hiển thị trong 240 biểu đồ, bảng biểu, đồ hình và bản đồ. Một số phỏng đoán cho rằng các nhà phân tích có thể đơn giản đã gặp khó khăn khi chấp nhận kết quả của chính họ hoặc có thể đã viết kết luận để thỏa mãn môi trường chính trị mới trong Blue Book từ sau Ban Robertson.
Khi Không quân cuối cùng đã công khai Báo cáo Đặc biệt số 14 vào tháng 10 năm 1955, người ta đã tuyên bố rằng báo cáo đã chứng minh một cách khoa học rằng UFO không tồn tại. Những người chỉ trích tuyên bố này lưu ý rằng báo cáo thực sự đã chứng minh rằng "những điều chưa biết" khác biệt rõ rệt với "những điều đã biết" ở mức ý nghĩa thống kê rất cao. Không quân cũng tuyên bố không chính xác rằng chỉ có 3% trường hợp được nghiên cứu là ẩn số, thay vì 22% thực tế. Họ còn tuyên bố rằng 3% còn lại có thể sẽ biến mất nếu có sẵn dữ liệu đầy đủ hơn. Các nhà phê bình phản bác rằng điều này đã bỏ qua thực tế là các nhà phân tích đã ném những trường hợp như vậy vào danh mục "thông tin không đầy đủ", trong khi cả "những điều đã biết" và "những điều chưa biết" đều được coi là có đủ thông tin để đưa ra quyết định. Ngoài ra, "những điều chưa biết" có xu hướng đại diện cho các trường hợp chất lượng cao hơn, báo cáo đã có thông tin và các nhân chứng tốt hơn.
Kết quả của nghiên cứu BMI hoành tráng đã được lặp lại bởi một báo cáo GEPAN năm 1979 của Pháp, trong đó tuyên bố rằng khoảng một phần tư trong số hơn 1.600 trường hợp UFO được nghiên cứu chặt chẽ đã thách thức giải thích, một phần, "Những trường hợp này... đặt ra một câu hỏi thực sự." Khi SEPRA kế nhiệm GEPAN đóng cửa vào năm 2004, 5.800 trường hợp đã được phân tích và tỷ lệ không xác định được không thể giải thích đã giảm xuống còn khoảng 14%. Người đứng đầu SEPRA, Tiến sĩ Jean-Jacques Velasco, đã tìm thấy bằng chứng về nguồn gốc ngoài Trái Đất rất thuyết phục trong những trường hợp chưa biết còn lại này, đến mức ông đã viết một cuốn sách về nó vào năm 2005.

## Những lời chỉ trích của Hynek
Hynek là một thành viên liên kết của Ban Robertson, khuyến nghị rằng UFO cần được hạ bệ. Tuy nhiên, một vài năm sau đó, ý kiến của Hynek về UFO đã thay đổi và ông nghĩ rằng chúng đại diện cho một bí ẩn chưa được giải quyết xứng đáng được xem xét kỹ lưỡng về mặt khoa học. Là nhà khoa học duy nhất tham gia nghiên cứu UFO của Chính phủ Mỹ từ đầu đến cuối, ông có thể đưa ra một viễn cảnh độc đáo về các Dự án Sign, Grudge và Blue Book.
Sau những gì ông mô tả là một khởi đầu đầy hứa hẹn với tiềm năng nghiên cứu khoa học, Hynek ngày càng bất mãn với Blue Book trong nhiệm kỳ của mình với dự án, chỉa các cáo buộc về sự thờ ơ, bất tài và nghiên cứu kém chất lượng của nhân viên Không quân. Hynek lưu ý rằng trong quá trình tồn tại của mình, các nhà phê bình đã đặt tên cho Blue Book "Hội Giải thích Những thứ không được điều tra" (The Society for the Explanation of the Uninvestigated).
Blue Book nằm dưới sự lãnh đạo của Ruppelt, rồi tới Đại úy Hardin, Đại úy Gregory, Thiếu tá Friend, và cuối cùng là Thiếu tá Hector Quintanilla. Hynek đã có những lời tử tế chỉ dành cho Ruppelt và Friend. Về Ruppelt, ông viết "Trong những lần liên lạc với anh ta, tôi thấy anh ta trung thực và rất bối rối về toàn bộ hiện tượng này." Về Friend, ông viết "Trong tất cả các sĩ quan mà tôi làm việc trong Blue Book, Đại tá Friend là nhận được sự tôn kính của tôi. Bất kể quan điểm riêng tư nào của mình, anh ta là một người có đầu óc thực tế toàn diện, và ngồi ở nơi anh ta có thể nhìn thấy bảng ghi điểm, anh ta nhận ra những hạn chế trong chức vụ của mình nhưng lại tỏ vẻ nghiêm trang và thiếu hoàn toàn giọng điệu khoa trương biểu thị đặc điểm như vài lãnh đạo khác của Blue Book."
Ông hiểu rõ Quintanilla ở mức độ đặc biệt thấp: "Phương pháp của Quintanilla rất đơn giản: coi thường mọi bằng chứng phản bác lại giả thuyết của ông." Hynek viết rằng trong nhiệm kỳ làm giác đốc Blue Book của Thiếu tá Không quân Hector Quintanilla, "lá cờ của trường phái vô nghĩa đang bay ở mức cao nhất trên cột buồm." Hynek kể rằng Trung sĩ David Moody, một trong những cấp dưới của Quintanilla, "điển hình hóa phương pháp kết án trước khi xét xử. Bất cứ điều gì anh ta không hiểu hoặc không thích ngay lập tức đều được đưa vào danh mục tâm lý, có nghĩa là 'người có suy nghĩ lập dị'". Hynek đã kể lại những trao đổi cay đắng với Moody khi người sau từ chối nghiên cứu kỹ về những vụ chứng kiến UFO, mô tả Moody là "bậc thầy của sự có thể: có thể là khinh khí cầu, có thể là máy bay, có thể là những con chim, sau đó trở thành, bằng tay của chính anh ta (và tôi đã tranh cãi dữ dội với anh ta đôi khi) có thể xảy ra".

## Ảnh hưởng văn hóa

### Project U.F.O.
Dự án Blue Book là nguồn cảm hứng cho chương trình truyền hình năm 1978–1979 mang tên Project U.F.O. (còn gọi là Project Blue Book ở một số quốc gia), được cho là dựa trên các trường hợp của Dự án Blue Book. Tuy nhiên, chương trình thường xuyên đi ngược lại kết luận dự án thực tế, cho thấy trong nhiều trường hợp, một số vụ chứng kiến là người ngoài hành tinh thực sự.

### Twin Peaks
Dự án Blue Book đã đóng một vai trò quan trọng trong mùa thứ hai của loạt phim truyền hình năm 1990–1991 mang tên Twin Peaks. Thiếu tá Garland Briggs, một sĩ quan Không quân làm việc trong chương trình, tiếp cận nhân vật chính Dale Cooper và tiết lộ rằng tên của Cooper xuất hiện trong truyền thanh vô tuyến vô nghĩa bị chặn bởi Không quân, có nguồn gốc không thể giải thích được từ khu rừng xung quanh thị trấn Twin Peaks. Khi tình tiết phim lên đến cao trào, tiết lộ rằng nguồn truyền tin này là lãnh địa xuyên chiều kích của Black Lodge, nơi sinh sống của những sinh vật sống nhờ cảm xúc đau đớn và đau khổ của con người; cuối cùng cũng phát hiện ra rằng Briggs đã làm việc với đối thủ của Cooper, đặc vụ FBI tham ô Windom Earle, về Dự án Blue Book, và hai người dường như đã phát hiện ra bằng chứng về Lodge trong quá trình làm việc.

### Galactica 1980
Mỗi tập của bộ phim phụ Galactica 1980 thuộc dòng phim gốc Battlestar Galactica ended đã kết thúc bằng một tuyên bố ngắn về phát hiện ra Dự án Blue Book năm 1969 của Không quân rằng UFO không được chứng minh là tồn tại và "không phải là mối đe dọa đối với an ninh quốc gia".

### Project Blue Book(2019)
Dự án Blue Book là nguồn cảm hứng cho loạt phim truyền hình chính kịch Project Blue Book, bắt đầu phát sóng trên Kênh History vào tháng 1 năm 2019.